# Yamilé Aldama
Yamilé Aldama Pozo, kubansko-sudansko-angleška atletinja, * 14. avgust 1972, Havana, Kuba.
Do leta 2003 je nastopala za Kubo, med letoma 2004 in 2010 za Sudan, od leta 2012 pa za Združeno kraljestvo. Nastopila je na poletnih olimpijskih igrah v letih 2000, 2004, 2008 in 2012, dosegla je četrto in dve peti mesto v troskoku. Na svetovnih prvenstvih je osvojila srebrno medaljo leta 1999, na svetovnih dvoranskih prvenstvih naslov prvakinje leta 2012 ter srebrno in bronasto medaljo, na panameriških igrah zlato medaljo leta 1999, na afriških prvenstvih pa dve zlati in srebrno medaljo.